# Hop快證
Hop快證（英語：Hop Fastpass）是美國俄勒岡州波特蘭都會區使用的非接觸式智能卡，用於公共交通支付系統，包括波特蘭輕軌、WES通勤鐵路、波特蘭有軌電車、The Vine、三縣都會交通局及C-TRAN巴士。2017年7月5日推出預售，7月17日正式推出。系統由三縣都會交通局管理。